# آخرین اسلحه
آخرین اسلحه (انگلیسی: The Last Gun) یک فیلم وسترن ایتالیایی است که در سال ۱۹۶۴ منتشر شد. از بازیگران آن می‌توان به کامرون میچل، کارل مونر، لیویو لورنتسون، اوگو فانگارجی، و لوئیجی باتسلا اشاره کرد.